# Кшивинь
Кши́винь (пол. Krzywiń)  —  город  в Польше, входит в Великопольское воеводство,  Косьцянский повят.  Имеет статус городско-сельской гмины. Занимает площадь 1,67 км². Население 1525 человек (на 2004 год).